# Emil Backenius
Emil Isidor Backenius, później Palasmaa (ur. 16 stycznia 1884 w Pukkili, zm. 6 listopada 1968 w Helsinkach) – zapaśnik reprezentujący Finlandię. Olimpijczyk ze Sztokholmu 1912, gdzie zajął piąte miejsce w wadze ciężkiej.
Zajął czwarte miejsce na mistrzostwach świata w 1911 roku. Mistrz kraju w 1914; drugi w 1917 roku.

## Letnie Igrzyska Olimpijskie 1912
| Konkurencja              | Rundy eliminacyjne       | Rundy eliminacyjne        | Rundy eliminacyjne  | Rundy eliminacyjne    | Rundy eliminacyjne   | Klas. końcowa |
| Konkurencja              | Przeciwnik I             | Przeciwnik II             | Przeciwnik III      | Przeciwnik IV         | Przeciwnik V         | Miejsce       |
| ------------------------ | ------------------------ | ------------------------- | ------------------- | --------------------- | -------------------- | ------------- |
| +82,5 kg styl klasyczny. | Barend Bonneveld (NED) P | Laurent Gerstmans (BEL) Z | Ned Barrett (GBR) Z | Uuno Pelander (FIN) Z | Søren Jensen (DEN) P | 5.            |